# Jan I. Olbracht
Jan I. Olbracht, někdy též Jan I. Albrecht, (27. prosince 1459 Krakov – 17. června 1501 Toruň) byl v letech 1492–1501 polský král z dynastie Jagellonců. Přestože se jednalo až o třetího syna Kazimíra IV., stal se dědicem polského trůnu, neboť jeho starší bratr Vladislav v té době již vládl v Čechách a Uhrách a druhorozený Kazimír předčasně zemřel. Jeho matkou byla Alžběta Habsburská.

## Život
Po smrti uherského krále Matyáše Korvína roku 1490 podporoval Kazimír IV. a jeho manželka Alžběta na uherský trůn svého syna Jana. Podle jejich plánů se měli čtyři z jejich synů stát suverénními vládci: vedle českého krále Vladislava se měl Jan Olbracht stát králem v Uhrách, Alexandr a Zikmund (později Zikmund I. Starý) se měli podělit o vládu v Polsku a v Litvě, Kazimír již nežil a Frederyk byl určen pro církevní dráhu. Navzdory jejich přání se v Uhrách prosadil nejstarší Vladislav a se svým bratrem Janem se v roce 1492 dokonce střetl vojensky a porazil ho.
Dne 20. února 1491 Janovi jeho bratr kráľ Vladislav tzv. košickou dohodou udělil Hlohovské knížectví a titul první kníže ve Slezsku. V roce 1492 zemřel Kazimír IV. a Jan se tak stal jeho nástupcem v Polsku. Zemřel náhle v roce 1501.